# Ula
Ula (лат.) — род двукрылых семейства Pediciidae.

## Описание
Среднего размера комары с длинными ногами. Глаза в волосках. Последний членик щупиков длиннее двух предшествующих. Усики тёмные в тонком опушении, состоят из 17 члеников. У самок они короче чем у самцов. Грудь желтовато-коричневая или тёмно-коричневая. Средние и задние ноги с двумя шпорами, передние — с одной. Крылья коричневатые, длиной от 6,4 до 8,4 мм. У самцов крылья короче, чем у самок. Мембрана крыла покрыта макротрихиями. Брюшко коричневое. Верх обычно темнее, чем низ.
Личинка длиной 10-12 мм. Цвет тела белый, но из-за густых волосков окраска кажется желтоватой или буроватой. На конце тела развиты пять стигмальных выростов, на внутренней стороне которых имеются тёмные пятна. Куколка желтоватая или коричневатая. Перед окукливанием личинки сплетают шелковистый чехлик.
Яйца описаны только у вида Ula mollissima. Они белого цвета и эллиптической формы. Длина 0,36-0,38 мм, ширина 0,14-0,16 мм.

## Биология
Обитают сырых хвойных или смешанных лесах. Личинки этого рода развиваются в грибах. Предпочтение отдают трутовым грибам. Изредка обнаруживаются в трухе под корой деревьев. В странах с развитым промышленным грибоводством считаются опасными вредителями.

## Классификация
В составе рода около 30 видов, сгруппированных в два подрода.

## Распространение
Представители рода встречаются в Голарктике и Ориентальной область. Максимальное видовое разнообразие в Японии и Юго-Восточной Азии.

## Виды
- Подрод Metaula Alexander, 1950
  - Ula hians Alexander, 1965
  - Ula splendissima Alexander, 1950
- Подрод Ula Haliday, 1833
  - Ula auritarsis Alexander, 1932
  - Ula bidens Alexander, 1950
  - Ula bifilata Edwards, 1933
  - Ula bolitophila Loew, 1869
  - Ula cincta Alexander, 1924
  - Ula comes Alexander, 1935
  - Ula elegans Osten Sacken, 1869
  - Ula flavidibasis Alexander, 1930
  - Ula fulva Alexander, 1950
  - Ula fungicola Nobuchi, 1954
  - Ula fuscistigma Alexander, 1929
  - Ula javanica Alexander, 1915
  - Ula kiushiuensis Alexander, 1933
  - Ula longicellata Ishida, 1954
  - Ula malaisei Alexander, 1965
  - Ula mindanica Alexander, 1931
  - Ula mixta Stary, 1983
  - Ula mollissima Haliday, 1833
  - Ula parabidens Alexander, 1968
  - Ula provecta Alexander, 1936
  - Ula shiitakea Nobuchi, 1954
  - Ula subbidens Alexander, 1958
  - Ula succincta Alexander, 1933
  - Ula superelegans Alexander, 1929
  - Ula sylvatica (Meigen, 1818)
  - Ula unidens Alexander, 1968